# Conraua goliath
La rana golia (Conraua goliath) è un anfibio della famiglia dei Conrauidae, diffuso nei paesi africani di Camerun e Guinea Equatoriale. 

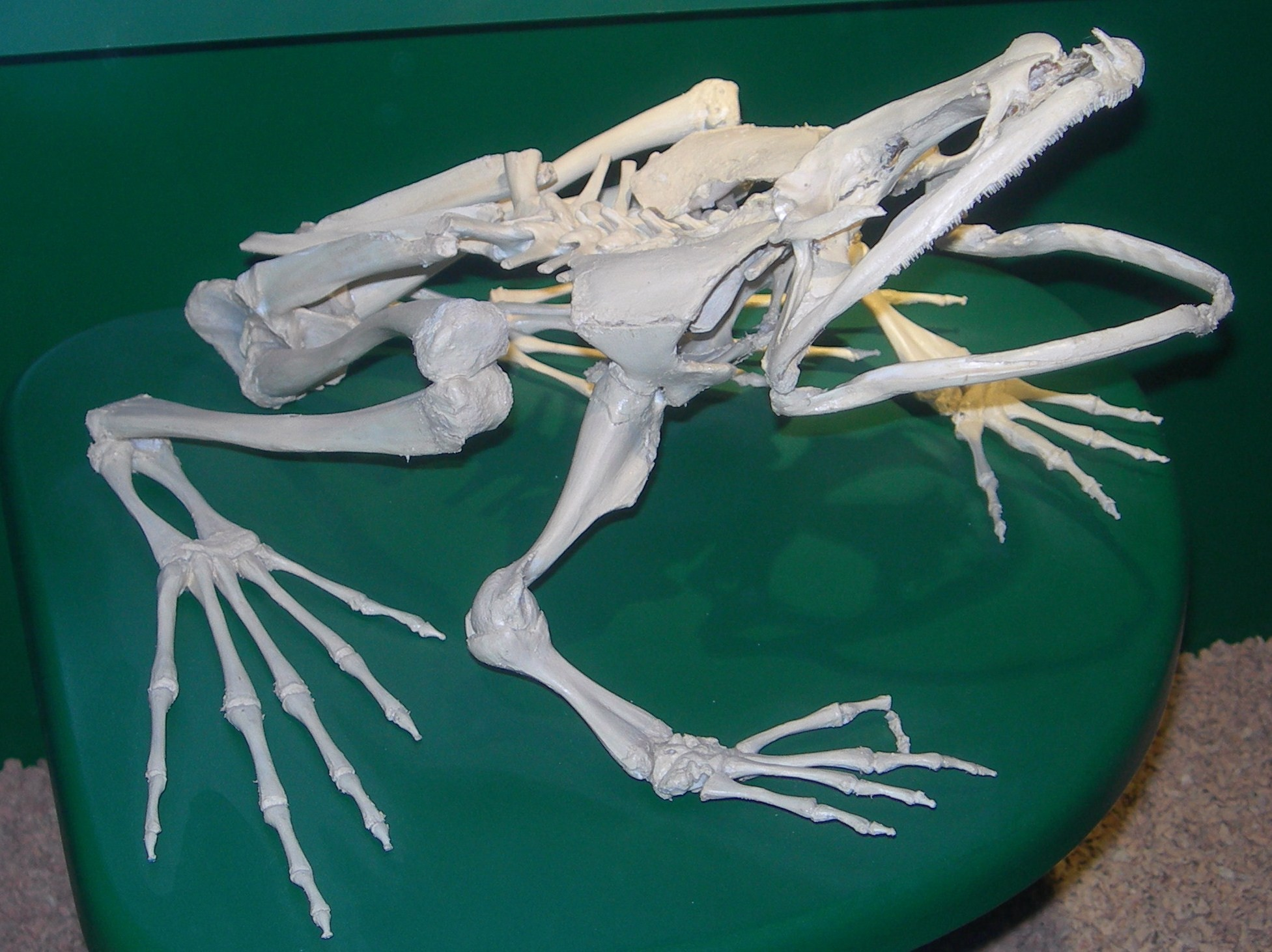
Scheletro di Conraua goliath

È l'anuro più grande al mondo, potendo superare i 30 cm di lunghezza (70-80 cm con le zampe completamente distese) e arrivare ai tre chili di peso.